# Пальмбах
Пальмбах (нем. Palmbach) — район свободного города Карлсруэ земли Баден-Вюртемберг, до 1975 года отдельный город. 
Граничит с городскими районами Штупферих на востоке и Грюнветтерсбах на северо-западе.

## История
Как отдельный населённый пункт Пальмбах основан беженцами вальденсами в 1701 году.
В 1972 году, жители Пальмбаха и Грюнветтерсбаха собрались вместе, чтобы предотвратить присоединение к Карлсруэ, которого удалось временно избежать, но только до 1975 года.
В 2001 году Пальмбах отметил своё 300-летие.

## Памятники культуры
Памятники культуры в Пальмбахе:
- Кладбище Пальмбаха, на котором в частности находятся военный мемориал 1925 года в память павших жителей Пальмбаха в Первой мировой войне (арх. Херманн Райнхард Алкер) и могила поэта и писателя Генриха Вьерордта
- Ратхаус и шуллехаус
- Фахверковые дома, являющиеся памятниками архитектуры
- Церковь Вальденсов в Пальмбахе,[1][2]